# Famille van Outryve d'Ydewalle
 (août 2024).
La famille van Outryve d'Ydewalle est une famille de la noblesse belge originaire de Courtrai et dont l'ascendance prouvée remonte à 1411. Après avoir porté plusieurs plusieurs siècles le simple patronyme "van Outryve", Louis-Emmanuel van Outryve y ajouta, en 1771, le nom de la seigneurie d'Ydewalle.

## Origine
La famille van Outryve d'Ydewalle est probablement issue de Gilles van Outerive († 1425), époux de Marie de la Hamayde. Gilles van Outerive hérita en 1411 d'une ferme à Courtrai. Cet acte constitue la trace la plus ancienne de cette famille.

## Historique
- XVe siècle : Propriétaires à Courtrai, Wevelghem, Saint-Denis et Belleghem. Bourgeois de Courtrai et Zweveghem.
- XVIe siècle : Bourgeois forain de Courtrai à Oyghem.
- XVIIe siècle : Procureur du Franc de Bruges, chanoine à Bruges, échevin de la châtellenie de Courtrai, deux baillis de Hulst, bailli de Oyghem et de Bavichove.
- XVIIIe siècle : Concession de noblesse et du titre de chevalier en 1771, magistrat du Franc de Bruges, seigneur de Merckem, chef de la gilde Saint-Georges à Bruges, avocat au Conseil de Flandre, échevin du Franc de Bruges, receveur général de la Flandre occidentale au quartier de Bruges, baillis de Caneghem, Hulst, Thielt et de Deerlijk, bourgmestre d'Eenaeme, deux chanoines de Saint-Donat à Bruges.
- XIXe siècle : Président du Conseil provincial de la Flandre occidentale, membres de la Chambre des représentants, bourgmestre de Ruyslede, notaire à Ruddervoorde, chanoine à la cathédrale de Bruges, moine à l'abbaye du Mont-César de Louvain.

## Preuves de noblesse
- Concession de noblesse héréditaire avec le titre de chevalier personnel le 21 septembre 1771.
- Reconnaissance de noblesse et du titre de chevalier les 29 et 30 juin 1823[2].
- Concession du titre de baron en 1982.

## Seigneuries possédées
- Seigneurie de Merckem
- Seigneurie d'Ydewalle.

## Personnalités
À cette famille appartiennent les membres suivants :
- Charles van Outryve d'Ydewalle
- Eugène van Outryve d'Ydewalle
- Emmanuel-Louis van Outryve d'Ydewalle
- André van Outryve d'Ydewalle
- Charles d'Ydewalle
- Suzanne van Outryve d'Ydewalle (nl)